# Otto Schäfer (Orgelbauer)
Otto Schäfer (* 3. Juni 1891; † März 1945) war ein deutscher Orgelbauer, der von 1936 bis 1944 der letzte Geschäftsführer und Inhaber von Adam Eifert Nachfolger in Stadtilm, Thüringen, war.

## Schaffen
Schäfer war bis 1935 Werkmeister von Adam Eifert Nachfolger. 1936 übernahm er das Unternehmen und führte es bis 1944 weiter. Nach dem Krieg, ab 1946, wurde die leerstehende Werkstatt von Lothar Heinze übernommen.

## Werke (Auswahl)
Ein großes „P“ steht für ein selbstständiges Pedal. Eine Kursivierung zeigt an, dass die betreffende Orgel nicht mehr erhalten ist oder lediglich noch der Prospekt aus der Werkstatt stammt.
| Jahr      | Ort            | Kirche     | Bild | Manuale | Register | Bemerkungen                        |
| --------- | -------------- | ---------- | ---- | ------- | -------- | ---------------------------------- |
| nach 1936 | Kleinhettstedt | Dorfkirche |      | II/P    | 12       | Neubau                             |
| um 1940   | Rudolstadt     | Friedhof   |      | II/P    | 7        | Umsetzung der Eifert-Orgel um 1890 |